# Варвара (Тюменская область)
Варвара (тат. Пурпар) — деревня в Ярковском районе Тюменской области. Входит в Иевлевское сельское поселение.

## Население
| 2010 |
| ---- |
| 575  |

## Экономика
Предприятие по заготовке древесины «Варвара».

## Инфраструктура
В сентябре 2003 года МАОУ «Варваринская СОШ» переехала в новое здание, где обучаются 123 ученика. В 2015 году в этом же здании заработал детский сад «Родничок», принявший 50 детей.
Улицы
Молодежная, Ермаковская, Школьная, Рабочая, Зелёная, Береговая, Центральная, Новая, Садовая, Лесная.